# 阿尤布汗 (欽察)
阿尤布汗（波斯語：‎，11世纪—1117年），欽察聯盟領袖，他是安德烈·博戈柳布斯基的祖父，他曾與弗拉基米爾·莫諾馬赫戰爭。
但他也曾與基輔羅斯聯攻伏爾加保加利亞。